# Carl Staudinger
Carl Christian Gideon Staudinger (* 10. Dezember 1810; † 4. März 1875) war ein deutscher Landwirt und Mitglied des Nassauischen Kommunallandtags.

## Leben
Carl Staudinger war ein Sohn des Landwirts Friedrich Ernst Wilhelm Staudinger (1772–1836) und dessen Ehefrau Anna Margarethe Pluns (1779–1858) und betrieb im nordhessischen Thalitter die elterliche Landwirtschaft. Er engagierte sich kommunalpolitisch und erhielt 1868 für den Abgeordneten Christian Theiss ein Mandat für den Nassauischen Kommunallandtag des preußischen Regierungsbezirks Wiesbaden. Dort war er Mitglied des Eingabenausschusses. 
Von 1868 bis 1875 gehörte er dem Kreistag des Kreises Biedenkopf an.